# 陈雨露
陈雨露（1966年11月—），男，籍贯广东澄海，生于河北藁城，中国经济学家，曾任北京外国语大学校长、中国人民大学校长、中国人民银行副行长，现任南开大学校长。

## 生平
就读于中国人民大学，1987年获金融学专业经济学学士， 1989获国际金融专业经济学硕士，1998年获金融学专业经济学博士学位。1984年11月加入中国共产党。1989年1月参加工作，任中国人民大学财政金融系教师。1992年7月任财政金融系系主任助理、讲师。1993年2月，任财政金融系副系主任、副教授。1997年5月，任财政金融学院常务副院长、教授。2002年1月至2005年5月，任财政金融学院院长、教授。2005年5月至2010年3月，任中国人民大学副校长。
2010年3月，任北京外国语大学校长。
2010年8月，任全国青联副主席。
2011年11月，任中国人民大学校长。
2015年10月，任中国人民银行副行长。2018年1月，当选第十三届全国政协委员。
2022年8月，任南开大学第十一任校长，不再担任中国人民银行副行长职务。同年9月，不再担任货币政策委员会委员职务。2023年3月，陈雨露当选为第十四届全国人民代表大会财政经济委员会副主任委员。

## 学术研究
曾任中国人民大学财政金融学院教授、经济学博士、博士生导师，美国艾森豪威尔基金高级访问学者、哥伦比亚大学富布赖特高级访问学者、荷兰蒂尔堡大学高级访问学者。学术兴趣涉及货币金融理论与政策、国际金融学、公司金融学和固定收益金融工具等领域，主要研究方向为开放经济下的金融理论与政策、国际资本市场。学术成果曾荣获全国普通高等学校优秀教学成果一等奖（合作）和二等奖、教育部高等学校人文社会科学研究优秀成果二等奖、北京市哲学社会科学优秀科研成果一等奖、安子介国际贸易优秀著作奖等多项国家级、省部级奖项。2007年获全国优秀博士学位论文指导教师奖；2004年入选人事部“新世纪百千万人才工程”国家级人选；2001年起，享受国务院专家特殊津贴；1999年获首届教育部全国高校青年教师奖；1998年获霍英东教育基金优秀青年教师奖。

## 荣誉
- 2009年，《金融学文献通论》获教育部高等学校科学研究优秀成果奖（人文社会科学）二等奖
- 2009年，主持申报的《财政金融专业国际性人才培养模式探索》（合作者郭庆旺、张杰、何平、汪昌云）获得第六届北京市高等教育教学成果奖一等奖
- 2008年，主持金融学国际化人才培养模式创新教学团队
- 2008年，《金融学文献通论》获北京市哲学社会科学优秀科研成果二等奖
- 2007年，主编的《国际金融》（第二版）被评为教育部普通高等教育精品教材
- 2007年，全国优秀博士论文指导教师
- 2005年，《国际金融》被评为国家级精品课程（任该课程首席主讲教师）
- 2005年，“21世纪中国金融学专业教育教学改革与发展战略研究”（共同完成课题成果）获教育部高等教育教学成果国家级一等奖
- 2004年，入选人事部“新世纪百千万人才工程”国家级人选
- 2004年，“搭建现代金融学人才培养创新平台：本硕连读金融实验班”（课题成果）获教育部高等教育教学成果国家级二等奖、北京市一等奖
- 2002年，《国际金融》获全国普通高等学校优秀教材奖二等奖
- 2001年，开始享受国务院专家特殊津贴
- 2000年，《欧元与国际货币竞争》（课题成果）获第八届安子介国际贸易优秀著作奖
- 2000年，《国际收支均衡分析》（著作）获中国人民大学优秀科研成果奖
- 1999年，获首届教育部全国高校青年教师奖
- 1999年，获北京高校第二届青年教师教学基本功比赛一等奖第一名
- 1998年，《国际资本流动的经济分析》（著作）获北京市第五届哲学人文社会科学优秀科研成果一等奖
- 1998年，获北京哲学社会科学优秀科研成果一等奖
- 1998年，获霍英东教育基金优秀青年教师奖